# História da Chechênia
Como parte do Império Russo desde 1859, a região da Checheno-Inguchécia foi incorporada como República Socialista Soviética Autônoma da Checheno-Ingushkaya durante a fundação da União Soviética. Durante o regime soviético, os tchetchenos, acusados de colaboração com os nazistas (os quais não chegaram na Chechênia), sofreram uma deportação - de natureza genocidária, pois 200 000 chechenos morreram - para a então República Socialista Soviética do Casaquistão (o atual Cazaquistão independente) e para a Sibéria durante a Segunda Guerra Mundial. A república foi abolida entre 1944 e 1957, tornando-se no óblast de Grózni. Depois do colapso da União Soviética, um movimento de independência surgiu na Chechênia, enquanto a Rússia recusava-se a permitir a secessão.
Djokhar Dudaiev, presidente nacionalista da República da Chechênia, declarou a independência chechena em 1991. Em 1994, o presidente da Rússia Boris Iéltsin enviou quarenta mil soldados para evitar a separação da região da Chechênia, importante produtora de petróleo, da Rússia.
A Rússia entrou numa guerra que alguns comparam ao que foi a guerra do Vietnã para os EUA. Os insurgentes chechenos infligiram grandes baixas aos russos. As tropas russas não tinham conseguido capturar a capital tchetchena, Grózni, até o fim daquele ano. Os russos finalmente tomaram Grózni em fevereiro de 1995 após pesada luta. Em agosto de 1996 Iéltsin concordou com um cessar-fogo com os líderes chechenos, e um tratado de paz foi formalmente assinado em maio de 1997.
O conflito retornou em setembro de 1999, dando início à II Guerra da Chechênia, tornando sem sentido o acordo de 1997. Os separatistas tchetchenos ainda querem a independência da Tchetchênia e organizaram ataques na Chechênia e em outras regiões da Rússia, incluindo Moscou. Uma década de guerra deixou a maior parte da Chechênia sob controle militar. Guerrilheiros islâmicos chechenos invadem a vizinha república russa do Daguestão e anunciam a criação de um Estado islâmico. A maioria da população, em ambas as repúblicas, é muçulmano-sunita. Os militares russos expulsam os rebeldes para a Chechênia em setembro. Neste mês, atentados contra edifícios, em cidades russas, matam mais de 300 pessoas. O governo responsabiliza os separatistas chechenos e envia tropas à república.
Apesar da pressão para um cessar-fogo, o governo russo rejeita mediação internacional. Mas as denúncias de massacres, estupros e torturas cometidos pelas tropas contra centenas de civis levam o país a aceitar em março de 2000 a visita de representantes da ONU à Chechênia. As emboscadas e os ataques camicases contra as tropas russas prosseguem, assim como os bombardeios aéreos russos. Em junho de 2000, Putin põe a Chechênia sob administração direta da Presidência da federação.
O atentado com dois caminhões Grozny ocorreu em 2 de dezembro de 2002, quando três homens-bomba chechenos lançaram veículos contra a sede do governo da república fortemente vigiada na capital regional Grozny.
Em setembro de 2004, uma escola de Beslan, na república russa da Ossétia do Norte, foi palco de uma das maiores barbáries da atualidade. Terroristas aprisionaram, torturaram e mataram crianças, pais e professores. O líder separatista checheno Shamil Bassaiev assumiu esse e outros ataques (como a explosão no metrô de Moscou, em fevereiro de 2004).